# Pattaya Women's Open 1996
Il Pattaya Women's Open 1996 è stato un torneo di tennis giocato sul cemento.
È stata la 6ª edizione del Pattaya Women's Open, che fa parte della categoria Tier IV nell'ambito del WTA Tour 1996. 
Si è giocato a Pattaya in Thailandia, dal 18 al 24 novembre 1996.

## Campionesse

### Singolare
Ruxandra Dragomir ha battuto in finale  Tamarine Tanasugarn con il punteggio di 7–6, 6–4

### Doppio
Miho Saeki /  Yuka Yoshida hanno battuto in finale  Tina Križan /  Nana Miyagi con il punteggio di 6–2, 6–3